# El título es secreto
El título es secreto es el último álbum de estudio que el conjunto argentino A-Tirador Láser editó antes de disolverse. Fue lanzado a mediados de 2004. En este disco Lucas Martí toca todos los instrumentos y la participación del resto del grupo es prácticamente nula, por lo que suele considerárselo un disco solista. Fue presentado el 24 de agosto de ese mismo año en el Teatro Presidente Alvear de la Ciudad de Buenos Aires.

## Lista de temas
1. Futuro
2. Te lo explico
3. Se acabó
4. Firma
5. Te sedo
6. Algo nuevo
7. Secreto
8. Lounge
9. Pregunta
10. Evolución
11. Ya me fui
12. ¿Despertarás?
13. Tok Tok
14. Fruto

## Músicos
- Lucas Martí: Voces, coros, guitarras, teclados, programación, batería, piano Wurlitzer, bajo.
- Marcelo Baraj: Batería en 1, 3, 9, 10, 12 y 14.
- Paco Arancibia: Bajo en 1, 2, 3 y 10.
- Migue García: piano Wurlitzer en 3 y voz en 9.

## Invitados
- Yul Acri: Teclados, Wurlitzer, Rhodes y órgano en 2, 6, 8, 9, 11 y 12, hi hat en 13, voz en 9.
- Claudio Cardone: Armonio hindú en 7, teclados en 4, 7 y 9.
- Tamara Fanta: Voces en 1 y 2.
- Darío Calequi: Teclados en 1, Rhodes en 8.
- Marcelo Zeoli: Voces en 3.
- Diego Galaz: Violín en 10.
- Alejandra Papini: Violín en 5.
- Patricio Moses: Locución en 14.

## Ficha
- Mezcla: Yul Acri, Lucas Martí.
- Mastering: Yul Acri.
- Foto de tapa: Ezequiel Muñoz.
- Chica de tapa: Flavia De Rin.
- Vestuario: Lucila Bouzada.
- Concepto: Lucas Martí, Nahuel Vecino y Flavia De Rin.
- Dibujo CD: Nahuel Vecino.
- Diseño: ZkySky.
- Mánager: Federico Sampayo.

- Datos: Q5826983